# トマス・デ・スマラガ

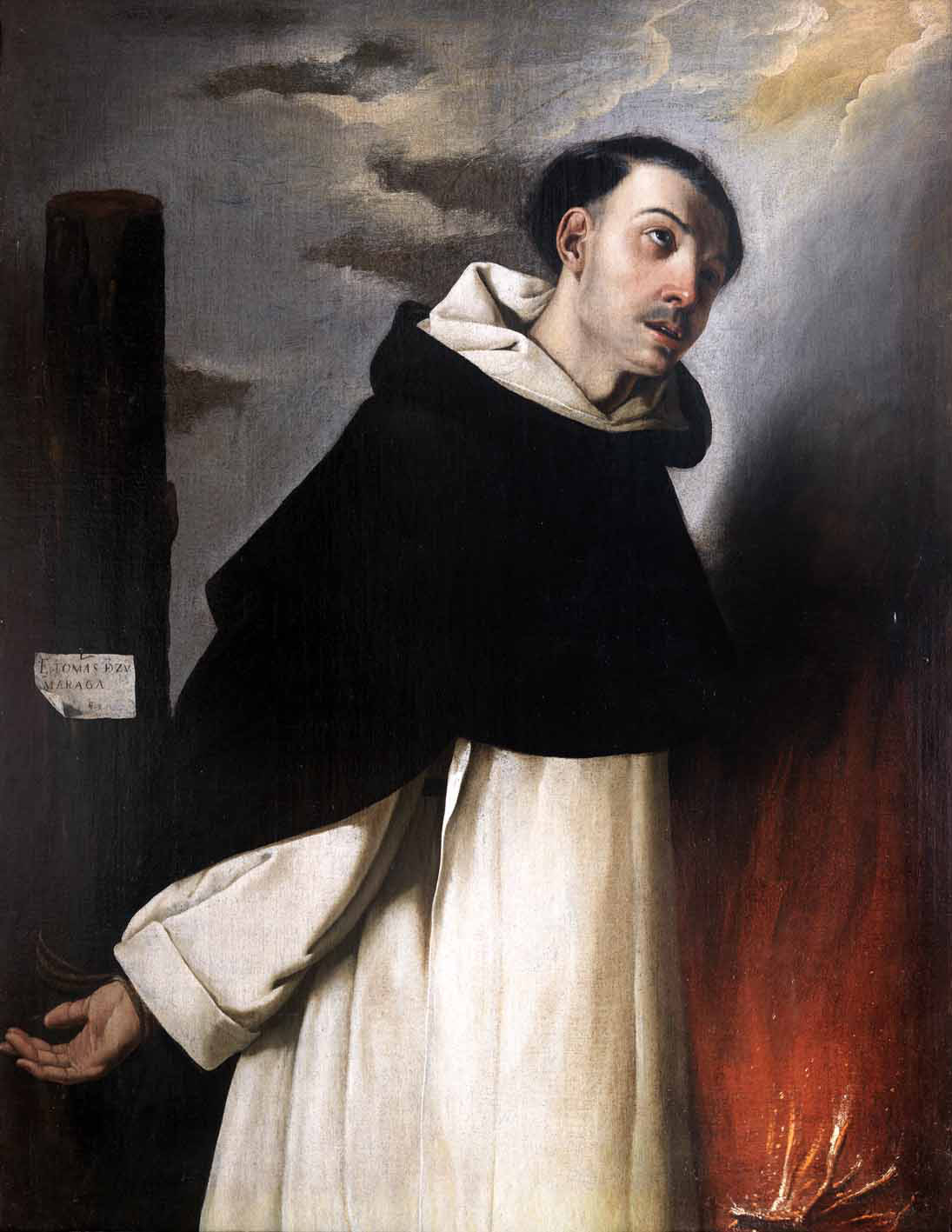
トマス・デ・スマラガ（フランシスコ・デ・スルバランによる肖像画）

トマス・デ・スマラガ（Tomás de Zumárraga、1577年3月10日 - 1622年9月16日）は、安土桃山時代から江戸時代初期の日本で活動したスペインのドミニコ会宣教師である。

## 経歴・人物
若くしてスペイン領東インド（現在のフィリピン）のマニラに移住し、1602年（慶長7年）に同じドミニコ会宣教師だったフランシスコ・デ・モラレスら14人と共に薩摩の甑島に来航する。来日後は日本各地の布教活動に携わり、1605年（慶長12年）には大村にて投獄された宣教師やキリシタンの激励や慰問にもあたった。
後に平戸に活動拠点を移し、ドミニコ会の日本管区長および京泊（長崎市）の修道院長を務める。また当時キリシタンの迫害が頻発していた長崎や有馬におけるキリスト教徒の激励にもあたったが、1609年（慶長14年）にはその迫害に遭い後にキリシタン追放令により1617年（元和3年）に一時期活動拠点だった大村にて捕縛された。5年後の1622年9月16日（元和8年8月11日）には当時滞日していたフランシスコ会の監察師だったアポリナリオ・フランコと共に火刑に処され殉教した。これによって刑死してから365年後の1867年にはローマ教皇のピウス9世によって福音殉教者に叙された。